# Huế ostroma
Huế 1968-as ostroma a vietnámi háború egyik leghosszabb és legvéresebb ütközete volt az Amerikai Egyesült Államok hadereje és az észak-vietnámi hadsereg, a Viet Kong között. A csata az észak-vietnámi Tet-offenzíva keretein belül zajlott le. A csata helyszíne Huế városa és a környező autópálya, valamint a Perfume folyó voltak. A csata 1968. január 30. – március 3. között zajlott le.
Mindkét oldal súlyos katonai veszteséget szenvedett el, ezek mellett meghalt több mint 800 civil is. Összesen 5133 ember halt meg Huế ostroma alatt.

## Fordítás
- Ez a szócikk részben vagy egészben  a   Battle of Hue című angol Wikipédia-szócikk ezen változatának fordításán alapul.  Az eredeti cikk szerkesztőit annak laptörténete sorolja fel. Ez a jelzés csupán a megfogalmazás eredetét és a szerzői jogokat jelzi, nem szolgál a cikkben szereplő információk forrásmegjelöléseként.